# Jill Amos

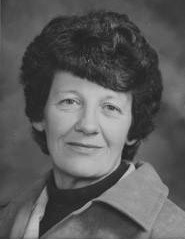
Jill Amos (1983)

Jill Edwina Amos (geb. Turner) CNZM (* 26. August 1927 in Devonport, Auckland, Neuseeland; † 19. April 2017 in Katikati, Neuseeland) war eine neuseeländische Lehrerin, Friedensrichterin, City Councillor und Politikerin der New Zealand Labour Party.

## Frühes Leben
Jill Edwina Turner wurde am 26. August 1927 als Tochter der Eheleute Lucy Caroline Mansfield und Charles Edwin Ross Turner in Devonport geboren. Über ihre Kindheit und Schulbildung ist nichts bekannt. Jill absolvierte eine Ausbildung als Lehrerin. Über ihre Zeit als Lehrerin bis zu ihrer Heirat ist nichts bekannt.

## Ehe
1949 heiratete Jill den Lehrer späteren Politiker Phil Amos. Aus der Ehe gingen zwei Söhne und eine Tochter hervor. Jill und ihr Mann arbeiteten zusammen zunächst in isolierten neuseeländischen Gemeinden, in denen die Māori und die pazifische Bevölkerung mit den Herausforderungen der ländlichen Isolation oder der städtischen Migration konfrontiert waren.

## Politik
Beide wurde Mitglied in der Labour Party. Während ihr Mann als Minister in der Partei Karriere machte, bewarb sich Jill 1974 für einen Sitz im Stadtrat der Stadt Manukau City, den sie bis 1977 hielt.

## Tansania und die Zeit danach
Im Januar 1977 verließ ihr Mann Neuseeland, um in Tansania als Berater des Ministry of Education in Dar es Salaam zu arbeiten. Jill, die zu der Zeit als City Councillor im Stadtrat von Manukau City saß, Mitglied des Manukau Technical Institute Council und Guidance Counsellor des Hillary College im damaligen Stadtteil Otara war, folgte ihrem Mann zwei Monate später nach Tansania. Im August des gleichen Jahres sandte Jill ein Tonband an ihre Partei nach Papatoetoe, auf dem sie ihrer Bewerbungsrede für ihre Kandidatur für einen Sitz in New Zealand Parliament gesprochen hatte. Ihre Bewerbung war erfolglos. Nach einem Jahr in Tansania ging Jill wieder zurück nach Neuseeland und ließ sich von ihrem Mann scheiden. 1980 bewarb sich Jill wieder für den Stadtrat von Manukau City und hielt die Position bis in das Jahr 1990. Zeitgleich bewarb sie sich 1980 für einen Sitz im Auckland Regional Council und hielt diesen Sitz bis 1983.
1980 wurde Jill zur Justice of the Peace (Friedensrichterin) ernannt und im Dezember 1981 wurde sie zur Präsidentin der Organisation Citizens’ Association for Racial Equality gewählt. Ende März 1982 gewann sie eine Abstimmung im Stadtrat von Manukau City, die die Stadt zur nuklearfreien Zone erklären sollte. 1994 war Jill für die Vereinten Nationen als Beobachterin bei den Wahlen in Südafrika tätig und übernahm im Jahr 2000 die Präsidentschaft für den Zweig der University of the Third Age (U3A) in Epsom, in einem Stadtteil von Auckland gelegen.
Jill Edwina Amos verstarb am 19. April 2017 im Alter von 89 Jahren in Katikati und wurde dort auch beerdigt.

## Ehrungen
- 1993 – New Zealand Suffrage Centennial Medal[6]
- 2001 – Companion of the New Zealand Order of Merit (CNZM)[12]